# IC 1613

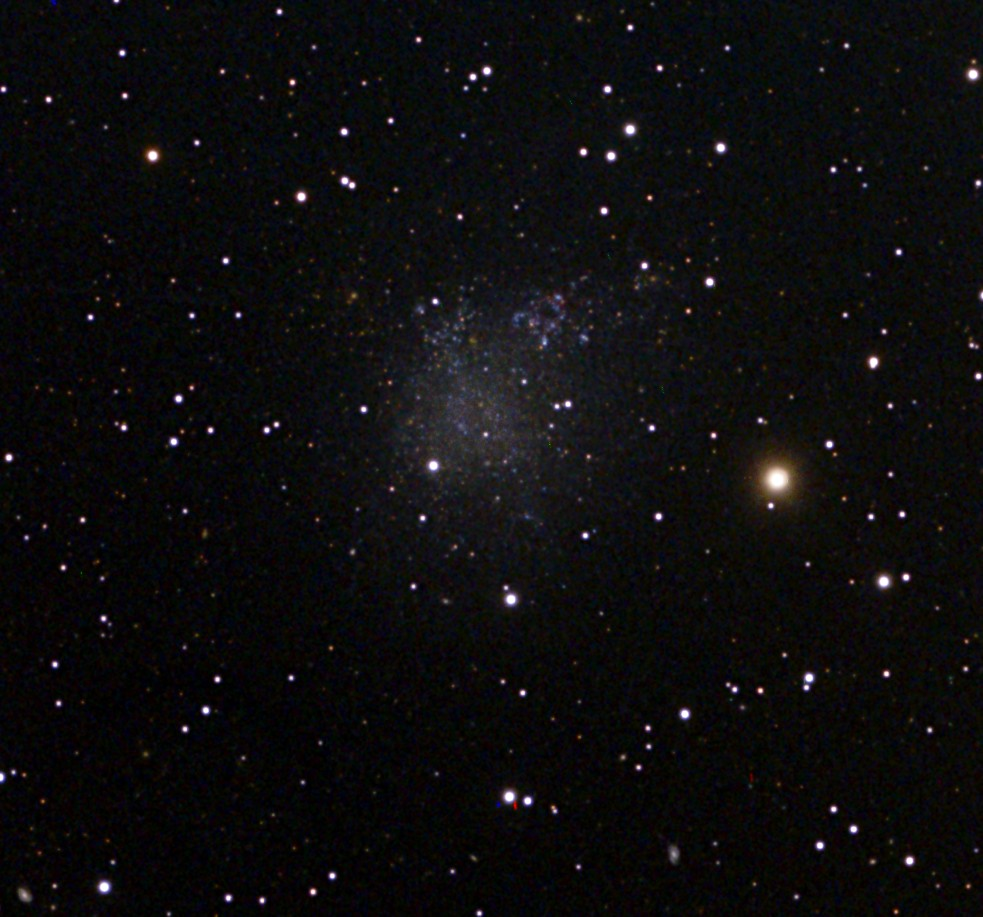
IC 1613.

IC 1613 (المعروف أيضا باسم Caldwell 51) هي مجرة قزمة غير منتظمة تقع في كوكبة قيطس بالقرب من نجم 26 Ceti. اكتشفت في عام 1906 من قبل ماكس ولف وتقترب من الأرض بسرعة 234 كم/ ثانية.
IC 1613 عضو في المجموعة المحلية. وقد لعبت دورا هاما في معايرة فترة سطوع المتغيرات القيفاوية لتقدير المسافات. بخلاف سحابتا ماجلان هي المجرة القزمة غير المنتظمة الوحيدة في المجموعة المحلية والتي يرصد فيها متغير (RR) القيثارة.
في عام 1999 وجد كول وآخرون وبإستخدام مرصد هابل الفضائي أن جمهرة النجوم المهيمنة في هذه المجرة أعمارها ~7 مليار سنة. باستخدام الرسم البياني لهيس لهذة المجرة وجدوا أن تاريخها التطوري قد يكون مشابهاً لقزمة الفرس الأعظم غير المنتظمة. أيضا في عام 1999 أنتونيلو وآخرون وجدوا خمسة متغيرات قيفاوية من جمهرة النجوم الثانية في IC 1613 مما يعطي دعما بديهيا لوجود مقومات جمهرة نجوم قديمة جدا في IC 1613. في عام 1999 اكتشف أول مستعر في IC 1613.
IC 1613 تحتوي على نجم وولف-رايت والمعروف باسم DR1، الوحيد الذي اكتشف حتى الآن خارج سحابتا ماجلان.

## وصلات خارجية
- IC 1613 على موقع ويكي سكاي: DSS2, SDSS, GALEX, IRAS, Hydrogen α, X-Ray, Astrophoto, Sky Map, Articles and images